# Луэн (мафия)
Луэн или Люнь (иер. 聯字頭, кант.-рус. Люнь чи тхау, Luen Group) — одна из крупнейших триад Гонконга; кроме того, имеет сильное присутствие в Торонто и США. В сферу интересов Луэн входит игорный бизнес, вымогательство, торговля наркотиками, контроль легальных предприятий в сфере развлечений и шоу-бизнеса.  
Насчитывает более 8 тыс. членов, объединенных в несколько подгрупп: 
- Luen Kung Lok (聯公樂)
- Luen Lok Tong (聯樂堂(單耳))
- Luen Shun Tong (聯順堂)
- Luen Ying She (聯英社(老聯))
- Luen Fei Ying (聯飛英)
- Luen Hung Ying (聯鴻英)
- Luen To Ying (聯桃英)

В январе 1983 года в гонконгском отеле Miramar прошла встреча, на которой присутствовали Лау Вин Куй (босс триады Kung Lok), Дэнни Мо (глава Kung Lok в Торонто), Винсент Чу (глава триады Wah Ching в Сан-Франциско), Тони Юн (глава Wah Ching в Торонто), Майкл Пак и Пай Шин Пин (владельцы ночного клуба в пригороде Лос-Анджелеса), а также тайваньский киноактёр Ли Ю Тин и ресторатор из Сан-Франциско Питер Мань. В том же 1983 году в Гонконге состоялась ещё одна встреча, на которой присутствовали Лау Вин Куй, Дэнни Мо, Уильям Цэ (глава Kung Lok в Лос-Анджелесе) и Винсент Чу.

### Канада
Ранее судимый член гонконгской триады Лау Вин Куй прибыл в Торонто в 1974 году. В 1977 году он создал триаду Kung Lok («Дом взаимного счастья») с интересами в Торонто и Оттаве. Банда контролировала подпольные игорные дома, легальные рестораны и ночные клубы, промышляла торговлей героином, вымогательством денег и «защитой» предпринимателей. В 1980 году Лау Вин Куй был депортирован из Канады; он осел в Доминиканской республике, где контролировал азартные игры в отеле Ambassador. Позже Лау Вин Куй вернулся в Гонконг и имел интересы в казино Lisboa (Макао), а члены его триады под руководством Дэнни Мо в начале 1990-х годов продолжали промышлять в Торонто, Оттаве и Нью-Йорке. Мо имел тесные контакты с вьетнамской мафией Торонто и контролировал гастроли китайских артистов в Канаде через компанию Oriental Arts and Promotion.